# Flächensanierung
Mit dem Euphemismus Flächensanierung wird ein historisches stadtplanerisches Konzept bezeichnet, das den großflächigen Abriss von Altbauten und die anschließende Neubebauung nach dem Leitbild der „autogerechten Stadt“ zum Gegenstand hatte. Das Konzept ging von einer bestimmten Interpretation der Charta von Athen (CIAM) von 1933 aus.
Allerdings lassen sich in der Geschichte des Städtebaus bereits lange vor dieser Definition Beispiele für umfangreiche Flächensanierungen finden. Als herausragendes Beispiel für das 19. Jahrhundert kann der Umbau von Paris durch Georges-Eugène Haussmann genannt werden.

## Flächensanierungen in aller Welt

### In den USA

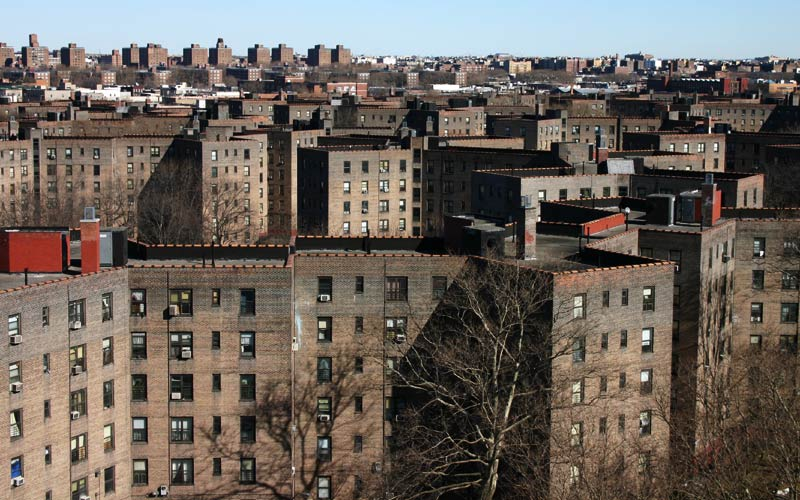
Die 1939 eröffneten Queensbridge Houses in Queens, New York wirkten lange Zeit stilbildend für öffentlich geförderte Stadtumbauvorhaben in den USA, was zum Abriss vieler historischer Baudenkmale führte

Die ersten großflächigen Fälle von Flächensanierungen im Sinne der Charta von Athen fanden seit ca. 1940 in den Vereinigten Staaten statt. Als Bestandteil des New Deal wurden dort bereits seit den 1930er Jahren Bundesgesetze zur Förderung von Sanierungsvorhaben erlassen. Das erste Gesetz dieser Art war der 1934 erlassene National Housing Act, dessen Ziel es ursprünglich eigentlich war, Familien in den ärmeren Stadtvierteln der großen Städte leichteren Zugang zu Hypothekenkrediten zu gewähren. Zu einer unerwünschten Nebenfolge des Gesetzes gehörte dann jedoch auch eine stärkere Zersiedlung an den Stadträndern.
Weitere Bundesgesetze, insbesondere der Housing Act of 1949, verstärkten jedoch noch die einmal eingeschlagene Richtung: Nun bekamen die Städte zwei Drittel der Kosten für den Grunderwerb in Sanierungsgebieten von der Bundesregierung finanziert. Die Städte brauchten, neben der Ausweisung bestimmter Gegenden als Sanierungsgebiet (so genanntes Redlining) lediglich ein weiteres Drittel hinzuzugeben. In der Folge wurde dann jeweils der gesamte Baubestand des Gebietes abgerissen und neue Wohnblöcke, einschließlich komplett neuer Straßenführungen errichtet. Auf diese Weise wurde in den 1950er Jahren beispielsweise ein großer Teil der New Yorker Lower East Side komplett ausgewechselt. Diese Verfahrensweise veränderte das Gesicht ganzer Stadtviertel vieler amerikanischer Städte und hielt sich etwa bis Ende der 1960er Jahre. Es war insbesondere dem Buch The Death and Life of Big American Cities (Tod und Leben großer amerikanischer Städte) der amerikanischen Stadtplanerin und Journalistin Jane Jacobs zu verdanken, dass seitdem ein nachhaltiger Meinungswechsel eintrat.

### In England
Die „Wiege der industriellen Revolution“ weist naturgemäß die ältesten Industriestädte der Welt auf; viele Quartiere waren bereits um 1850 herum errichtet worden. Spätestens nach dem Zweiten Weltkrieg galt die historische Bebauung als nicht mehr zeitgemäß, zumal die althergebrachte Bauweise vieler Wohnquartiere (Back-to-Back Houses) längst als wenig gesundheitsfördernd erkannt worden war.
So wurden ab 1957 etwa in Leeds viele alte Wohnviertel abgerissen; bei dieser Gelegenheit wurde auch das rasterförmige Straßennetz aufgehoben. An ihrer Stelle entstand in der Regel eine aufgelockerte Cottage-Bebauung mit autogerechten Straßen und Wohnhof.
Andernorts, etwa in Newcastle-upon-Tyne oder Liverpool, wurden moderne mehrstöckige Wohnblocks errichtet, wie sie ab ca. 1960 auch auf dem Kontinent en vogue waren. Diese Lösung geriet jedoch in England noch eher als im übrigen Europa in Verruf, da sie durch Pauperisierung ihrer Mieterschaft rasch zu „modernen Slums“ degenerierten. Inzwischen sind manche dieser Wohnanlagen selbst wieder abgerissen worden.

### Westdeutschland und West-Berlin
Nach den großen Zerstörungen der Städte im Zweiten Weltkrieg wurden in Deutschland nach langen Jahren der Reparatur kriegsgeschädigter Bauten nach dem wirtschaftlichen Neubeginn in den Randbereichen der Städte riesige Neubaukomplexe errichtet. 

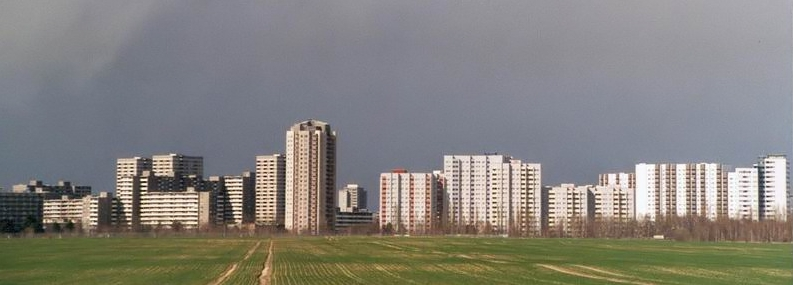
Panorama Gropiusstadt

Im Westteil Berlins entstanden neue Vorstädte – das Märkische Viertel, die Gropiusstadt und das Falkenhagener Feld. Die Vorstellung, hier besser und „modern“ zu wohnen, fand durchaus Anklang.
In Folge der Kostensteigerungen in den 1960er Jahren bei der Errichtung der Neubaukomplexe im Umfeld – es mussten die kompletten Verkehrs- und Versorgungsnetze mit eingerichtet werden –, entstand der Gedanke, durch den Abriss von Altbauvierteln und dortiger Neubebauung günstiger voranzukommen. Infrastruktur und Versorgungssysteme (Kanalisation etc.) als Basis waren dort schon vorhanden. 
Mitentscheidend war, dass auch „der gesamte technische und bürokratische Apparat der Bauindustrie auf die Neubebauung von freien Flächen ausgerichtet war.“ Ebenso die Fachkräfte und die Kapazitäten der Zulieferbetriebe. Jede Umstellung auf eine andere Vorgehensweise hätte hohe Investitionen bedeutet. Zudem war Abriss die Voraussetzung für die Umsetzung der geplanten Autobahnpläne um den Stadtkern.
Das am 19. Juni 1971 vom Bundesbauministerium unter dem Minister Lauritz Lauritzen (SPD) erarbeitete Städtebauförderungsgesetzes (StBauFG), das später als Besonderes Städtbaurecht im Zweiten Kapitel (§§ 136 bis 191) des Baugesetzbuches Aufnahme fand, hatte zwar erhöhte Ansprüche an die Planung gestellt, erstmals auch Bewohner als Betroffene benannt und den Einsatz von Bundesmitteln zur Förderung ermöglicht, doch gab es noch „erhebliche Unsicherheiten in Bezug auf die Möglichkeiten der Instandsetzung und Modernisierung“.
Eine frühe, beispielhafte Altbau-Modernisierung durch Hardt-Waltherr Hämer im Sanierungsgebiet Berlin-Wedding Brunnenstraße wurde denunziert, „da der damalige in West-Berlin herrschende Interessensblock im Bauwesen, neben der regierenden und das Baugeschehen kontrollierenden Sozialdemokratie vor allem die großen gemeinnützigen Wohnungsbaugesellschaften, an einer solchen Praxis nicht interessiert waren. Sie wollten lediglich zeigen, dass eine Modernisierung viel zu teuer wäre, dass es daher besser wäre, die Altbauten abzureißen und durch Neubauten zu ersetzen. [… Auch] das kleine Gewerbe war Opfer einer als sozial deklarierten, mit erheblichen öffentlichen Mitteln subventionierten Sanierungspolitik.“

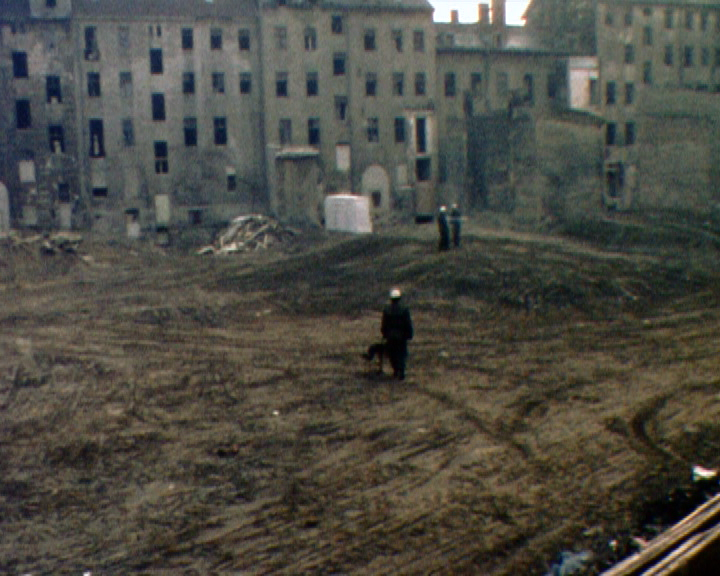
Block 104 – die Häuserreihe im Hintergrund (Oranienstraße) blieb erhalten

Problematisch wurden jedoch die zunehmend steigenden Kosten und Verzögerungen durch die „Mieterumsetzung“ aus den Abrisshäusern. Spezielle Bautrupps zerstörten die Inneneinrichtungen ‚freier‘ Häuser, doch führten die Vorgänge auch zu allgemeinem Unverständnis und Unmut in der Bevölkerung, die auch die Instandbesetzer begünstigte. Dennoch war der Widerstand lange Zeit ‚akademisch‘ – die Maschinerie der Flächensanierung werkte noch bis Anfang der 1980er Jahre – die Hälfte des Block 104 wurde noch abgeräumt, bis das Eckhaus in der Oranienstraße am Heinrichplatz im Oktober 1980 besetzt wurde. 
Im Nachhinein formuliert, war es in der IBA (und dann in ihrer Nachfolgeorganisation „S.T.E.R.N.“) klar, dass sie ‚ohne die Hausbesetzer nichts und die Besetzer ohne die IBA nichts bewirkt‘ hätten. Und – so Hämer: „Die größte Wirkung hatten seinerzeit aber wohl die Instandbesetzer. Ihr Rechtsbruch war für viele Berliner moralisch gerechtfertigt.“
Nach einem allgemeinen Umdenken von Planern und Architekten, in Politik und Behörden, dem massiven Engagement von Betroffenen und unter dem Eindruck zahlreicher Hausbesetzungen ab Ende der siebziger Jahre, konnte das Konzept der Behutsamen Stadterneuerung 1983 im Rahmen der Stadterneuerung unter der Federführung von Hardt-Waltherr Hämer, einem der Direktoren der Internationalen Bauausstellung (IBA), durchgesetzt werden. Die behutsame Stadterneuerung wurde auch zur Grundlage der Sanierung der Altbau-Quartiere in Ost-Berlin ab 1993. Im Osten, später auch im Westen, folgte zudem das Programm zum Städtebaulichen Denkmalschutz, bei dem auch der historische Stadtgrundriss ausdrücklich geschützt und gefördert wurde.

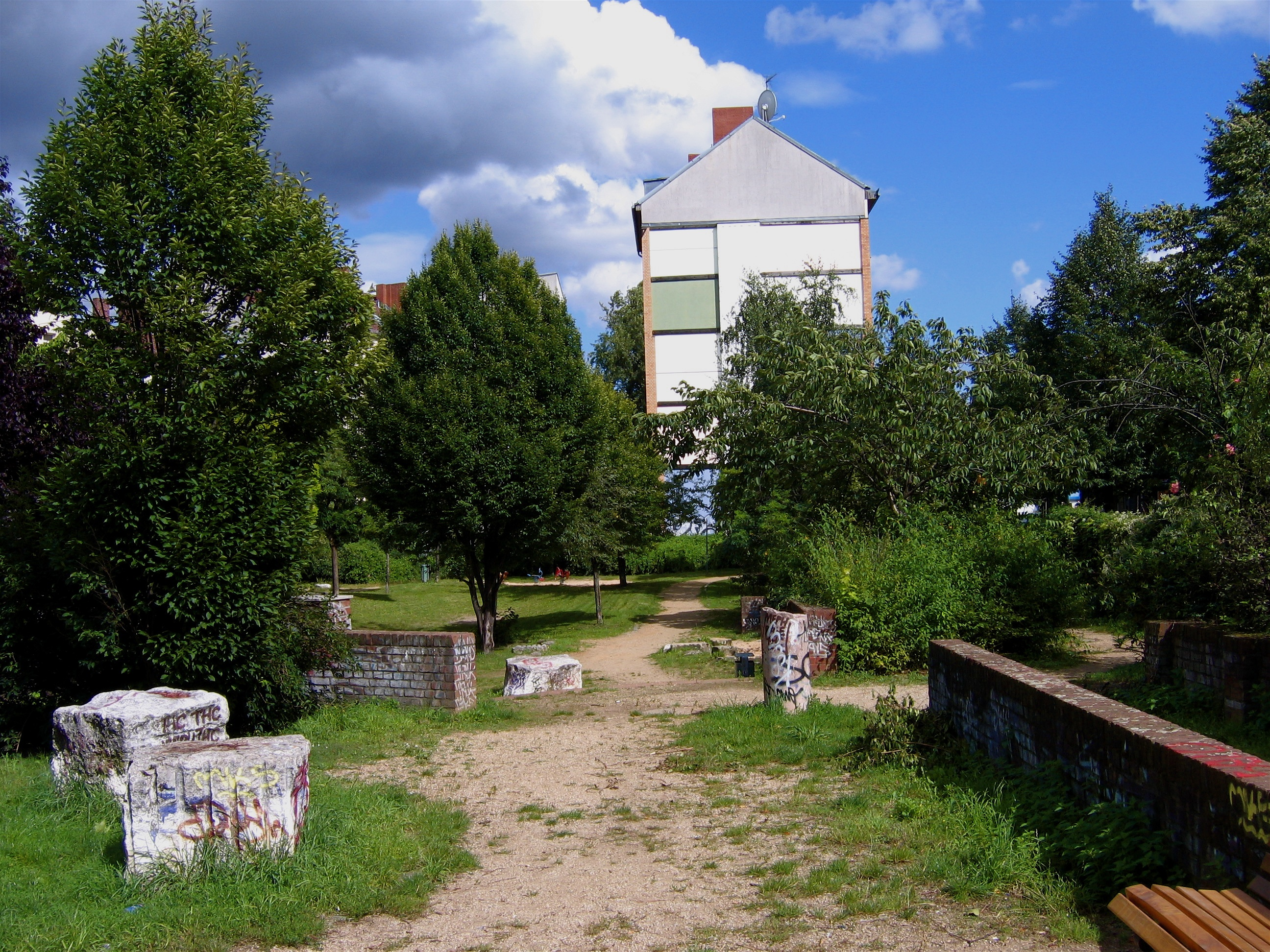
Freifläche Block 104, heute Park

Die Gründe für das Scheitern der Flächensanierung waren unterschiedlich:
- Der Abriss älterer Bauten und vor allem ganzer Stadtquartiere wurde grundsätzlich abgelehnt.
- Mit der Flächensanierung wurde das Sozialgefüge eines Quartiers zerstört, da die Bewohner – zumindest für die Dauer der Bauarbeiten – umgesiedelt wurden. Das nachbarschaftliche Gefüge ging verloren.
- Die Mieten waren danach wesentlich höher als zuvor.
- Beispiele von Neubaukomplexen (wie am Kottbusser Tor) zeigten, dass es zu „Vermüllung“ und slum-artigen Verhältnissen kommt. Anonymität statt Nachbarschaft.
- Bei der Planung von Quartieren wurden Einrichtungen oder Grundbedürfnisse der Bevölkerung vernachlässigt; die neuen Wohngebiete fanden nicht die ausreichende Akzeptanz. Kinderspielplätze waren vorhanden, aber kein attraktives Angebot für Jugendliche.
- Kleinteiliges Gewerbe und Handel gingen verloren – Läden wurden durch Supermärkte ersetzt.
- Investoren mit kurzfristigen Gewinnerwartungen hatten oft Schwierigkeiten, ihre großen Gebäudekomplex angemessen zu unterhalten und langfristig attraktiv weiterzuentwickeln. Unpersönlichkeit der Verwaltung, langes Warten auf Handwerker.

## Sanierung von Stadtbrachen

Sanierungsgebiet Minato Mirai 21 in Yokohama

Eine positive Sonderform der Flächensanierung ist die Sanierung von Stadtbrachen, die auch heute noch durchgeführt wird. Stadtbrachen entstehen z. B. durch die Abwanderung von Industriebetrieben aus der Innenstadt. Während heute vielfach versucht wird, Gebäude zu erhalten und umzunutzen, ist das natürlich nicht in jedem Fall und in vollem Umfang möglich oder sinnvoll, vor allem wenn auch noch Altlasten vorhanden sind, die ebenfalls einer Sanierung bedürfen.
Beispiele für die Sanierung von Stadtbrachen finden sich im In- und Ausland:
- Die wohl größte Stadtbrache in Deutschland, die auch die komplexesten Aufgaben stellt, befindet sich in Berlin. Das Gelände, auf dem ehemals die Berliner Mauer stand, zieht sich als langes Band durch die gesamte Stadt, unter anderem auch durch das Regierungsviertel und die Innenstadt. Plätze wie der Potsdamer Platz und der Leipziger Platz wurden völlig neu gestaltet, da dort so gut wie keine Bebauung mehr existierte. Auch das Regierungsviertel wurde nahezu komplett neu gestaltet.
- In der japanischen Stadt Yokohama wird ein großflächiges ehemaliges Hafen- und Werftgebiet in der Nähe des Hauptbahnhofs in das Geschäftsviertel Minato Mirai 21 mit Freizeitangebot umgestaltet. Die Arbeiten sind noch nicht abgeschlossen. Fast das gesamte Gebiet befindet sich auf aufgeschüttetem Land. Bei der Umgestaltung wird versucht, einige typische Strukturen zu erhalten, z. B. zwei alte Docks, einige Trassen der Hafenbahn, die als Fußweg ausgebaut wurden und zwei große Backstein-Lagerhäuser, in denen heute Geschäfte und Veranstaltungsräume untergebracht sind. Neu entstanden sind Einkaufszentren mit Geschäften für den gehobenen Bedarf, Gastronomiebetriebe, ein Kunstmuseum und Hotels. Außerdem wurde das Gebiet fußläufig an den Yamashita-Park, einer großen Grünfläche direkt am Wasser, angeschlossen.
- In Erfurt befand sich bis 1990 direkt hinterm Dom ein großes Industriegebiet. Nach der Wiedervereinigung wurde es stillgelegt und ein vollkommen neuer, durch zeitgenössische Architektur geprägter Stadtteil – das Brühl – entstand. Errichtet wurden hier eine neue Straßenbahnlinie, das Theater Erfurt, ein Fünf-Sterne-Hotel, ein Spielkasino und zahlreiche neue Wohngebäude mit etwa 2500 Einwohnern, wobei die Bebauung noch nicht abgeschlossen ist. Auch Bürogebäude wurden errichtet und erhaltenswerte ehemalige Industriebauten umgenutzt. Es ist gelungen, einen neuen Stadtteil ohne toten Charakter zu entwickeln, der durch seine begünstigte Lage inzwischen zu den teuersten Wohngegenden der Stadt gehört.